# Желтобрюхий эмпидонакс
Желтобрюхий эмпидонакс (лат. Empidonax flavescens) — вид воробьинообразных птиц из семейства тиранновых (Tyrannidae). Выделяют три подвида.

## Внешний вид
Взрослые особи могут достигать величины 12,5 см и весят около 12 г. Верхняя сторона окрашена в оливково-зелёный цвет, а нижняя сторона желтоватая. Крылья чёрные, на перьях две жёлто-коричневых полоски. Вокруг глаз белый ободок, который по обе стороны глаза оканчивается треугольником. Полового диморфизма нет, однако молодые особи сверху несколько коричневее взрослых, а нижняя часть тела менее жёлтая. Характерные ободки вокруг глаз помогают отличать желтобрюхую мухоловку от других представителей семейства тиранновых.

## Распространение
Ареал тянется от горных плато юго-восточной Мексики до Панамы. Он встречается в прохладных горных лесах, предпочитает опушки и близость к лесным полянам. Гнездится на высоте от 800 до 2500 м над уровнем моря.

## Размножение
Чашеобразное гнездо строится из растительных волокон и мха и находится от 2 до 4,5 м над землёй. Самка откладывает как правило от двух до трёх яиц белого цвета с серыми пятнышками. Продолжительность насиживания составляет 14—15 дней. Птенцы после появления на свет проводят в гнезде около 17 дней. Согласно МСОП, данный вид достаточно распространён и не находится под угрозой исчезновения.

## Поведение
Вне брачных периодов эти энергичные птицы ведут одиночный образ жизни. Помимо насекомых они питаются пауками и небольшими ягодами. Пищу они находят на листьях деревьев, на лету либо на земле.

## Подвиды и распространение
Выделяют три подвида:
- Empidonax flavescens imperturbatus Wetmore, 1942 — юг Мексики
- Empidonax flavescens salvini Ridgway, 1886 — от юго-востока Мексики до Никарагуа
- Empidonax flavescens flavescens Lawrence, 1865 — Коста-Рика и запад Панамы